# Miron Costin

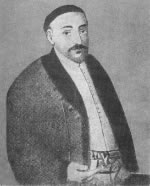
Miron Costin

Miron Costin (* 30. März 1633; † Dezember (?) 1691) war ein moldawischer Bojar, Diplomat, Politiker und bedeutender Geschichtsschreiber des Fürstentums Moldau.

## Herkunft und Familie
Miron Costin wurde als Sohn des Kleinbojaren Ioan Kostin an einem unbekannten Ort im Fürstentum geboren. Sein Vater, der des Schreibens und Lesens unkundig war, musste zu Beginn der Herrschaft des Wojwoden Vasile Lupus ins polnische Exil gehen, wo er polnische Adelstitel erwarb. Miron besuchte ein Jesuitenkolleg in Bar. Dort eignete er sich gründliche philologische und historische Kenntnisse an. Von den Kosaken vertrieben, ging er nach Kamjanez-Podilskyj, wo er seine Studien 1650 beendete. Im gleichen Jahr wurden seine Eltern von Kosaken ermordet. So wurde der mittellose Kostin mit 17 Jahren Familienoberhaupt. Später heiratete er Ileana Movilă, eine Verwandte des Fürsten Simion Movilă und reiche Bojarenerbin.

## Laufbahn
1651 nahm Costin auf polnischer Seite am Krieg gegen die Kosaken teil und ging 1652 nach Moldau zurück, nachdem Vasile Lupu seine polenfeindliche Haltung aufgegeben hatte. 1653 wechselt er auf die Seite des früheren Kanzlers und neuen Fürsten Gheorghe Ștefan und machte in den nächsten 30 Jahren eine bemerkenswerte politische Karriere, die ihn zu einem der reichsten Großbojaren der Moldau machten. An der Spitze der Bojarenpartei strebte er im Bündnis mit Polen eine Loslösung von der osmanischen Oberherrschaft an. 1683 musste er auf osmanischer Seite Belagerung von Wien teilnehmen. Nach seiner Rückkehr weigerte er sich, den inzwischen von den Polen eingesetzten neuen Fürsten der Moldau anzuerkennen und wurde daraufhin zwei Jahre in Polen gefangen gehalten.
Von Constantin Cantemir, dem Vater des späteren Historiker Dimitrie Cantemir, wurde er danach auf eher unbedeutenden Positionen beschäftigt, da er wegen seiner feindlichen Haltung gegenüber den Osmanen gefährlich erschien. Da Costin den polnischen Einfall unter Jan Sobieski begrüßte, fiel er bei Constantin Cantemir 1690 endgültig in Ungnade. Beim nächsten Poleneinfall ließ der Realpolitiker Cantemir Miron Costin und seinen Bruder, den Hetman Velicico, der neuer Landesfürst von polnischen Gnaden hätte werden sollen, ermorden.

## Das Werk
Costins politische Tätigkeiten ließen die Entstehung eines Riesenwerks nicht zu. Neben kleineren geistlich-historischen Gelegenheitsdichtungen, Übersetzungen aus dem Lateinischen und Chroniken in polnischer Sprache  hinterließ er eine Chronik seines eigenen Landes. Ihm schwebte ein Geschichtswerk von der Zeit der Daker bis in seine Tage vor. Verwirklichen konnte er eine Darstellung des römischen Ursprungs der moldauischen Rumänen (Cronica țărilor Moldovei și Munteniei, 1677) sowie eine Zeitgeschichte der Moldau vom polnischen Feldzug gegen die Türken 1595, als sein Vorgänger Grigore Ureche (1590–1647) seine Chronik unterbrochen hatte, bis zum Jahr 1661 (Letopiseţul Ţărâi Moldovei de la Aron Vodă încoace, 1675). Diese stützte sich zum großen Teil auf polnische Quellen und mündliche Berichte, für die Zeit seit 1651 aber auf eigene Erlebnisse. Bemerkenswert ist die psychologische Begründung der Handlungen der Akteure. Für die damalige Zeit ist das Werk trotz einer generell polenfreundlichen Haltung, die zur Unterdrückung einiger Fakten führt, gut durchdacht; instruktive Partien zur Kriegstaktik und religiös-moralische Belehrungen ergänzen die durchaus spannende Erzählung.
Die in rumänischer Sprache verfasste Chronik, von der keine Originalfassung mehr existiert, war zu ihrer Zeit europaweit verbreitet und wurde ins Lateinische, Griechische und Französische übersetzt. Bis heute erhalten sind 55 Kopien. Zuerst wurde sie 1852 in rumänischer Sprache gedruckt. Eine rumänische Gesamtausgabe erschien 1886/88. Die deutsche Ausgabe stammt von 1980 und basiert zum Teil auf einer lateinischen Übersetzung.

## Sonstiges
Nach Miron Costin wurden zwei Orte benannt: Miron Costin in der Gemeinde Vlăsinești, Kreis Botoșani, und Miron Costin in der Gemeinde Trifeşti, Kreis Neamț.

## Schriften in deutscher Übersetzung
- Grausame Zeiten in der Moldau. Die Moldauische Chronik des Miron Costin 1591–1661 (= Rumänische Geschichtsschreiber, Bd. 1). Übersetzt, eingeleitet und kommentiert von Adolf Armbruster. Styria, Graz/Wien/Köln 1980. ISBN 3-222-11170-7.